# Giuseppe Favalli
Giuseppe Favalli (n. 8 ianuarie, 1972 în Orzinuovi, Brescia) este un jucător de fotbal italian retras din activitate.